# 2重反転プロペラ

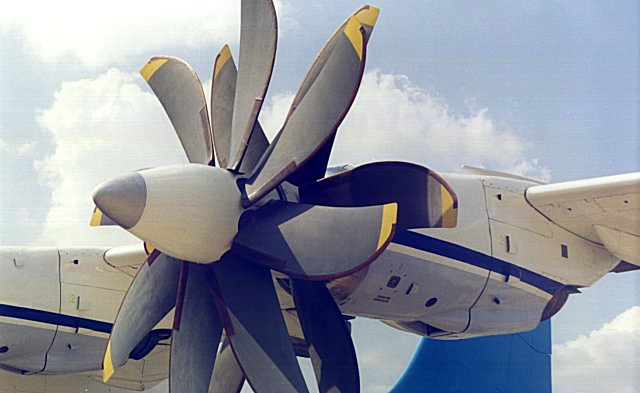
ウクライナのAn-70輸送機の2重反転プロペラ

2重反転プロペラまたは二重反転プロペラ（2じゅうはんてんプロペラ, 英: contra-rotating propellers: CRP）とは、2組のプロペラを同軸に配置し、各組を相互に逆回転で駆動させる。機体や船体にかかるカウンタートルクを相殺できる、1組では流れのねじれとして損失となるエネルギーが、相殺により無くなることで効率が向上する、などの利点がある。英名を略してコントラペラとも呼ばれる。
飛行機（動力航空機）では固定翼の各種プロペラ機のプロペラや回転翼機の回転翼に、また飛行船のプロペラなどでの採用例もある。他では軍用航空機や船舶などの水中で使われるスクリュープロペラでも追加の維持費があまり問題とならないので使われている。

## 航空機

### 固定翼機

#### レシプロ機

2重反転プロペラでのプロペラの動き
手前のプロペラが左回りに回転するが、奥のプロペラは右周りに回転する

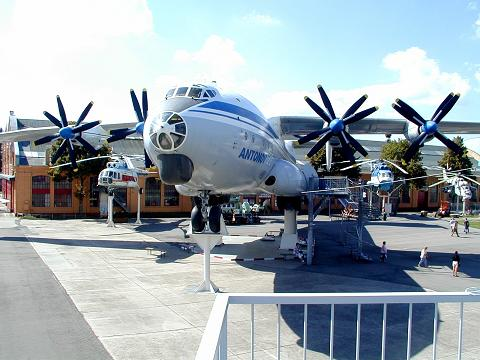
旧ソ連製の輸送機An-22の2重反転プロペラ

搭載するエンジンの出力が増大するに従って、エンジンの出力をプロペラによる推力に有効に変換することが次第に困難になってきたことへの対策と、強力なエンジンでプロペラを一方向に回転させることによって生じるカウンタートルクの相殺を狙って、大出力エンジンを搭載する高速機に採用される。
1930年代にはレース用に製作されたマッキ M.C.72などの水上機に搭載されて最高速度向上に威力を発揮し、第二次世界大戦中には、特にアメリカ軍とイギリス軍において、二重反転プロペラを採用する試作機が多数製造された。
日本では陸軍が試作機キ64と二式単座戦闘機（鍾馗）のテスト改造機において、海軍でも川西航空機製の紫雲で採用（ほかに強風の試作機）されたが、海軍で採用された2機種についても、日本の基礎工業力の未発達から要求される工作精度が維持できず、ギアボックスの油漏れなどの問題を解決できなかったため、いずれも初期試作レベルに留まった。
この方式にはプロペラ後流の偏向を正逆回転の組み合わせで相殺できるため、垂直尾翼の小型化が可能で、空気抵抗の減少やプロペラ効率の向上などが得られるというメリットがある。
しかし、その一方で同軸でプロペラ軸を正逆2方向に回転させる必要があり、それぞれ回転方向の異なるエンジンを各1基搭載するか、さもなくば変速機に逆転機を内蔵して2方向の回転軸を取り出さなければならない。しかも、そのいずれにおいても中空軸の内部に逆回転する別の軸を貫通させる必要がある。このため、軸受や軸そのものについて高い工作精度（2軸が互いに逆回転し、相対回転速度が2倍になるため、2軸の軸心を一致させないと猛烈な振動が発生する）と耐久性（前述の振動に耐える事が必要）が求められた。また、逆転機を内蔵した変速機は、通常の2倍近い数の歯車を組み込んだ極めて複雑な歯車装置となるため、その内部の整備性は通常のものに比して大幅に低下する。しかも大出力による大トルクに耐えるため、機構的な必然から重量が増大するというデメリットが存在する。

#### ターボプロップ機

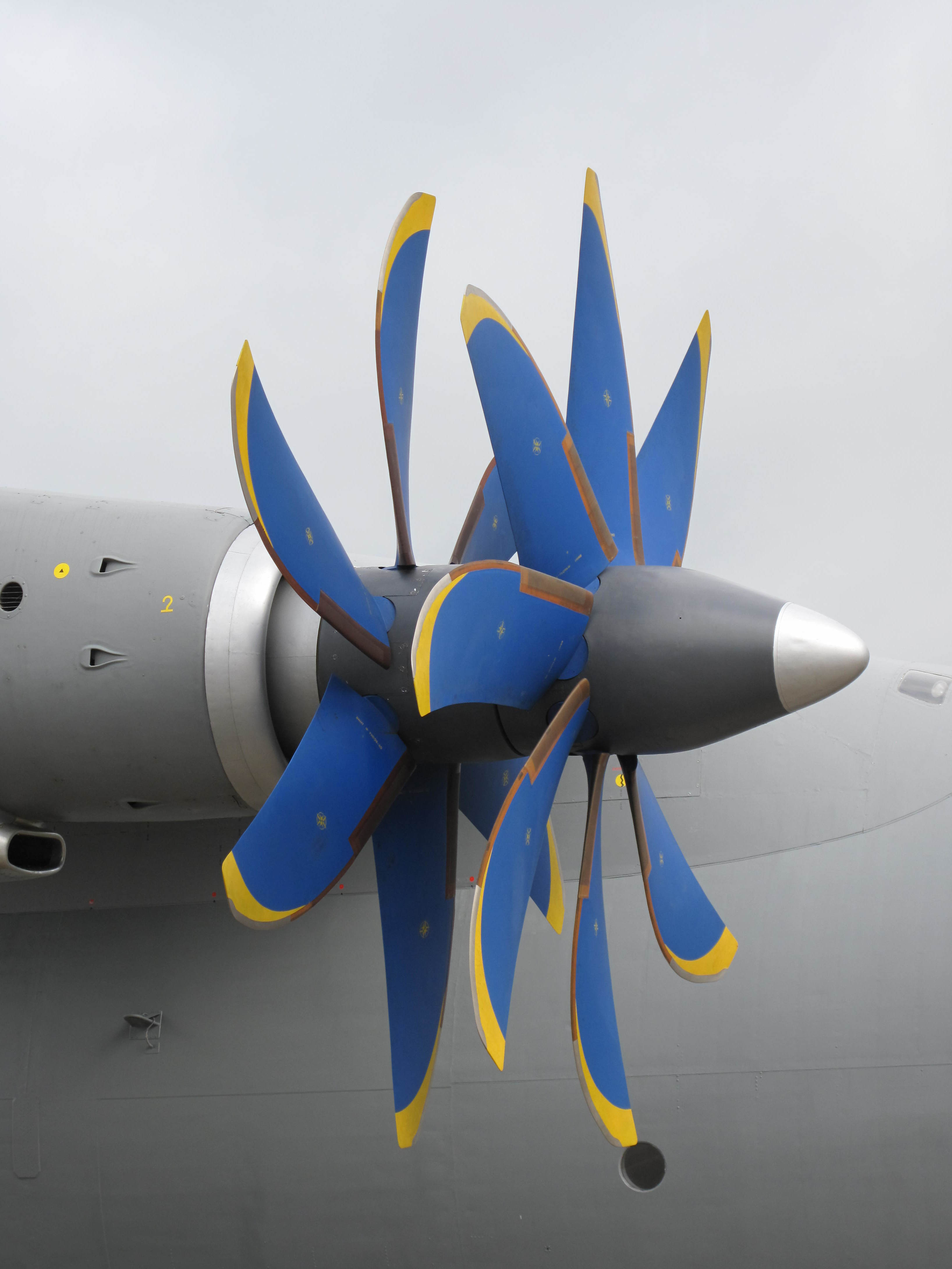
An-70に搭載されたプログレスD27

高バイパス比ターボファンエンジンの登場により、大出力で高効率のエンジンはもっぱらジェットエンジンで実現されるようになっており、性能を追求したターボプロップエンジン機は多くなく、研究は続けられてはいるがあまり大きな発展はない。しかし、Tu-95やAn-22などのような、2重反転プロペラによる高性能ターボプロップ機が何機種か実運用されている。Tu-95とAn-22に搭載されるクズネツォフ NK-12は、12,500～15,000馬力もの大出力エンジンである。
燃費を向上させるため、タービンと同軸線上に後退角の付いた2重反転プロペラを配置するプロップファンエンジンの研究が行われたが、燃費こそ大幅に改善するものの強烈な騒音や振動を生じるなど技術的な問題が多く、ほとんどは研究段階で中止された。
1992年にイーウチェンコ＝プロフレースが開発したプログレス D-27はAn-70に採用され、世界初の実用プロップファンエンジンとなった。

#### その他
鳥人間コンテスト選手権大会において、近年では金沢工業大学のチームなど、時折採用例が見られる。
プロペラを前後に配置するプッシュプル方式は互いに逆回転させることでカウンタートルクを相殺している。
F-35Bに採用された垂直上昇用のリフトファンは2重反転となっている。

### 回転翼機
ヘリコプターでは、一般に回転翼をローターと呼ぶため、同軸反転式ローターもしくは二重反転式ローターとなる。

### 採用例

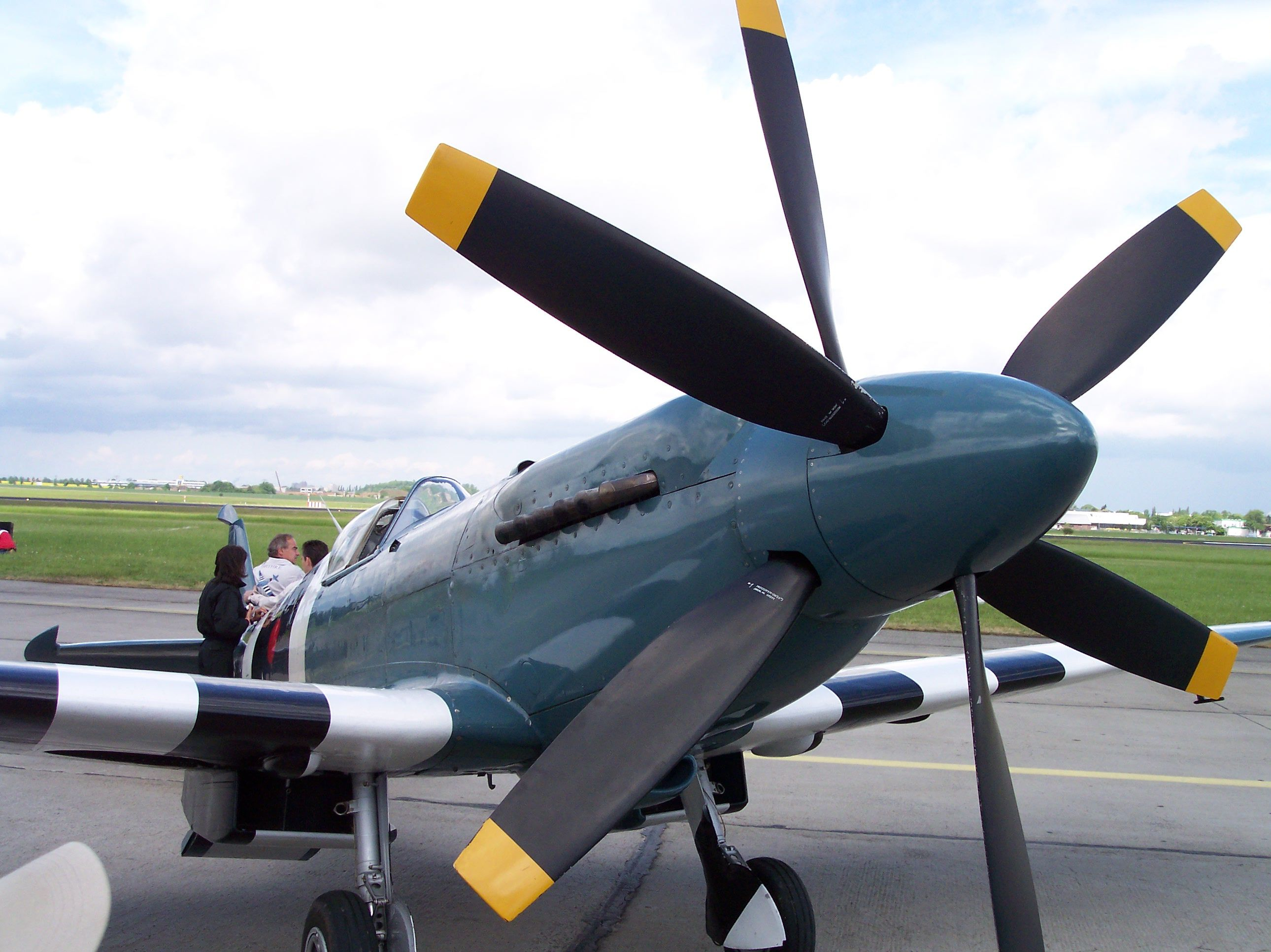
スーパーマリン スピットファイア Mk XIX

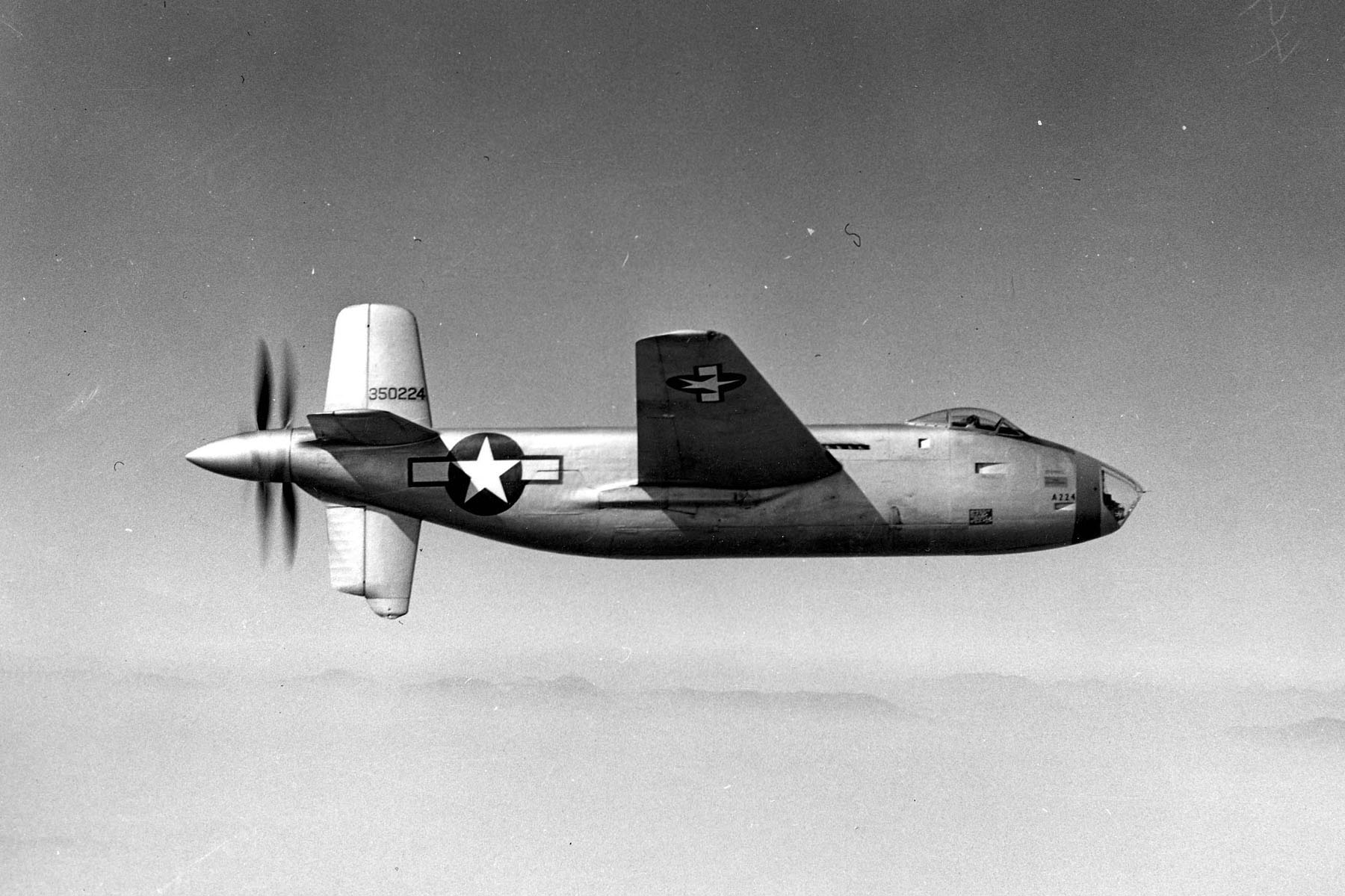
ダグラス XB-42

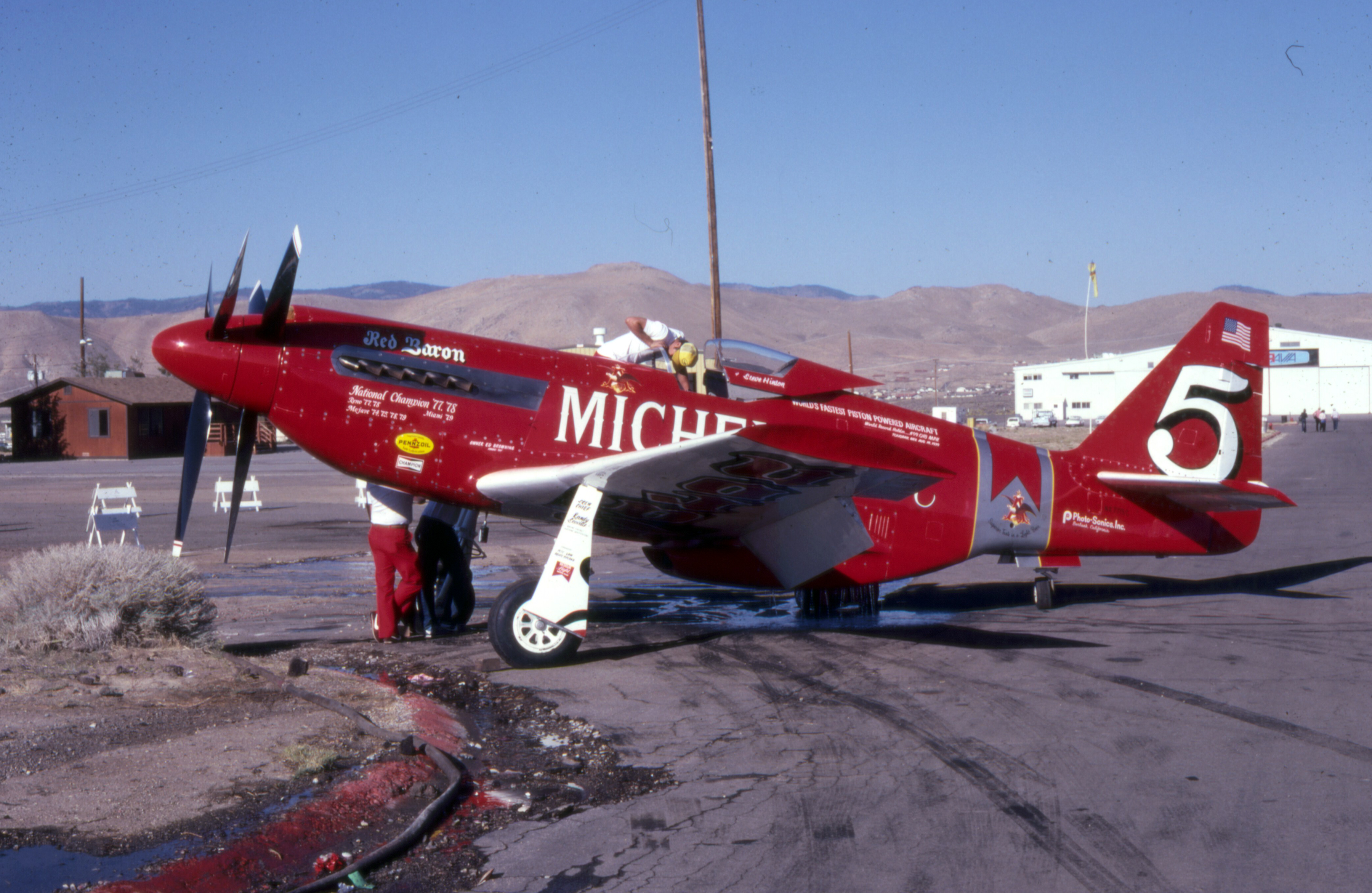
P-51D 44-84961号機を二重反転プロペラに改造した『レッド・バロン』（1979年）

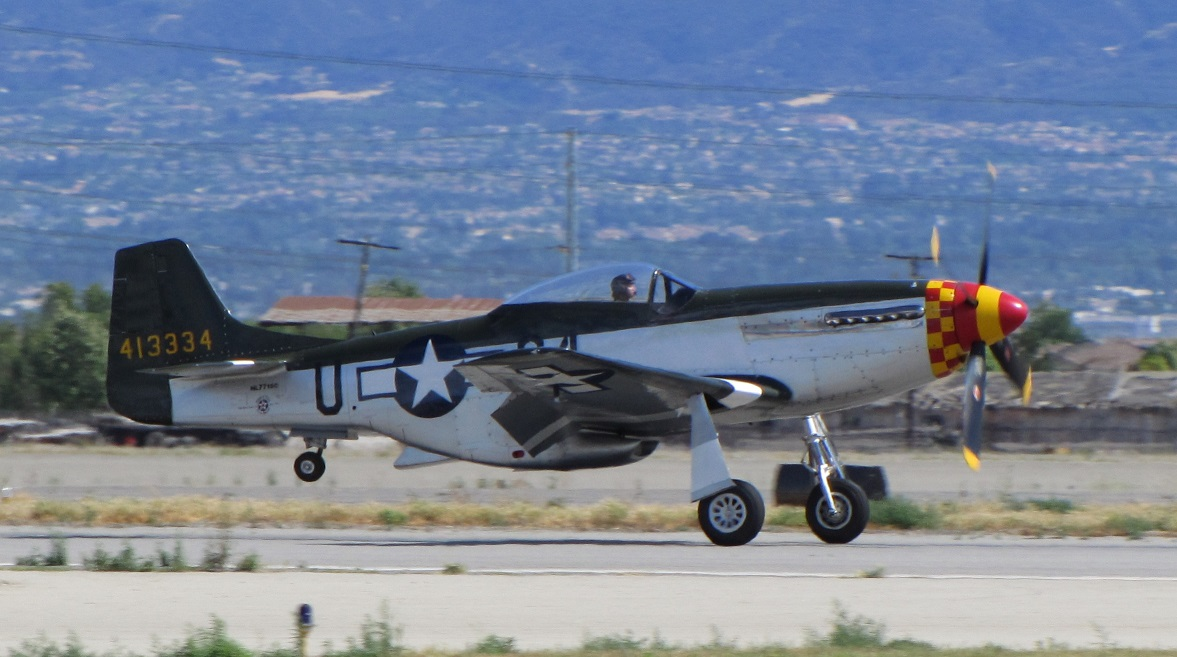
二重反転プロペラを撤去しオリジナル仕様に戻された44-84961号機（2015年）

現代では、エアレース用として二重反転機への改造が見られることがある。特にリノ・エアレースではP-51を二重反転に変更した改造機が複数参加している。博物館などへ寄贈される際にはオリジナルに近い状態へ戻されることが多い。
飛行機
- 川崎 キ64
- 三菱 キ73
- 川西 十五試水上戦闘機
- 川西 紫雲
- 中島 富嶽（通常の6翅プロペラ案もあり）
- ノースアメリカン P-51改造のエアレーサーの一部
- ベル XP-52
- ノースロップ XP-56
- カーチス XP-60C
- カーチス XP-62
- リパブリック XP-69
- カーチス XP-71
- リパブリック XP-72の試作2号機
- フィッシャー P-75
- カーチス F14C
- ボーイング XF8B
- コンベア XFY
- ロッキード XFV
- ノースロップ XB-35
- ダグラス XB-42
- ボーイング XB-55
- ダグラス XTB2D
- カーチス XBTC
- ダグラス A2D
- ノースアメリカン A2J
- ヒューズ XF-11
- コンベア R3Y
- ヒラー X-18
- スーパーマリン スピットファイアとシーファイアの一部
- スーパーマリン シーファング
- マーチン・ベイカー MB 5
- ウェストランド ワイバーン
- ショート スタージョンの一部
- フェアリー ガネット
- ブラックバーン B-54
- アブロ シャクルトン
- スーパーマリン シーガル
- ブリストル ブラバゾン
- サンダース・ロー プリンセス
- ツポレフ Tu-95
- ツポレフ Tu-114
- ツポレフ Tu-119
- ツポレフ Tu-126
- ツポレフ Tu-142
- アントノフ An-22
- アントノフ An-70
- ヤコブレフ Yak-44
- マッキ M.C.72
- ペイヤン・三菱 Pa.400
- ブガッティ 100P

など
ヘリコプター
- カモフ Ka-26
- カモフ Ka-27
- カモフ Ka-52
- カモフ Ka-50
- ジャイロダイン QH-50
- シコルスキー S-69
- シコルスキー X2
- シコルスキー サイファー
- JPL インジェニュイティ
- ブレゲー G.11E
- HTM スカイトラック
- 馬淵 馬淵式ヘリコプター
- 萱場 繋留ヘリコプター
- 萩原 RC-1
- ヤマハ RCASS
- GEN H-4
- ヒロボー bit

など

## スクリュープロペラ
非圧縮流体で使われるスクリュープロペラでの採用例としては、以下のようなものがある。

### 魚雷

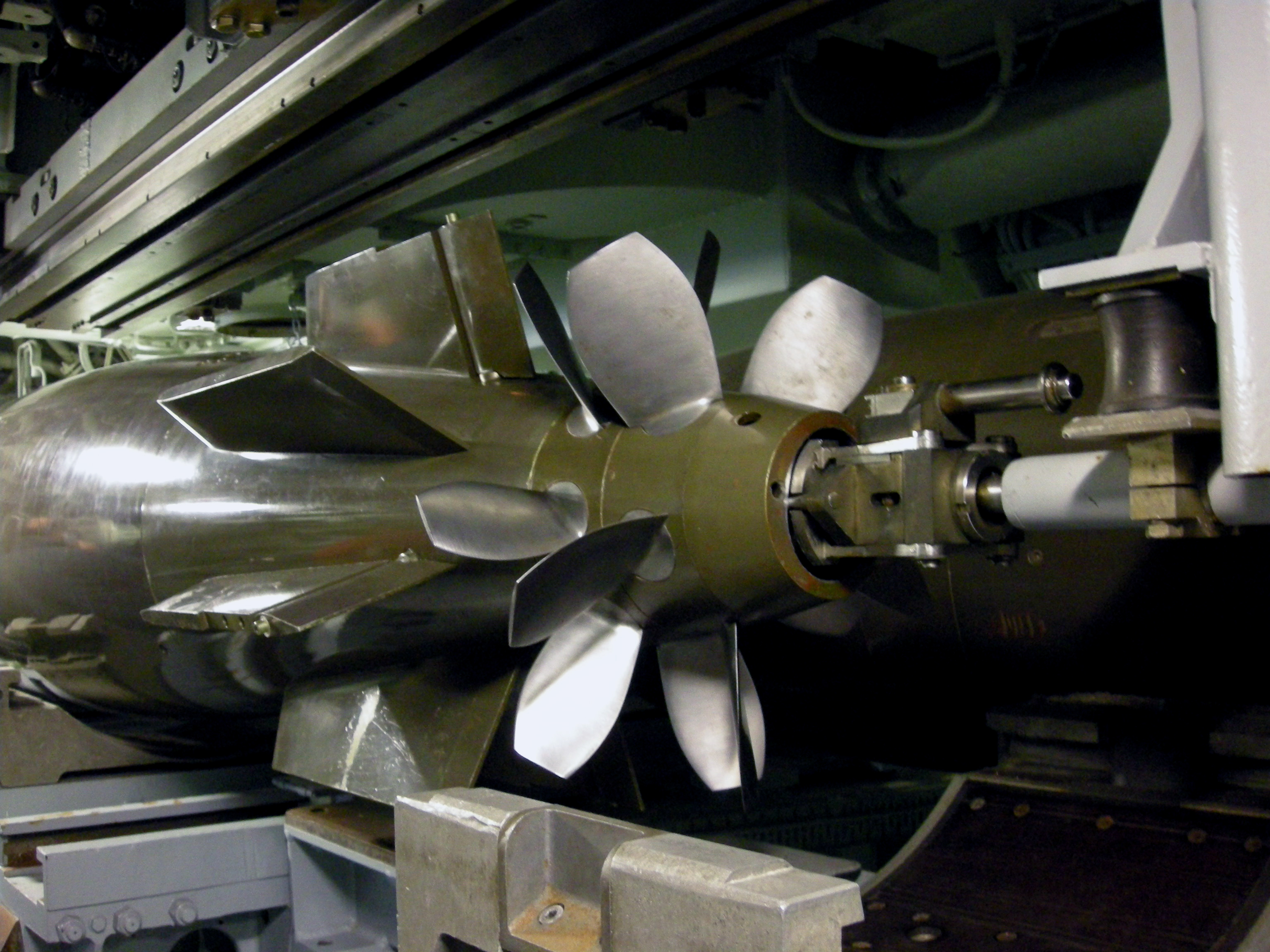
2重反転スクリューを採用した魚雷

魚雷は、魚雷発射管の構造的な制約で本体直径から大きくはみ出す安定板を採用できない。小さな面積の安定板でスクリューの反動に抗することは難しく、得てしてスクリューの反動で本体が回転して推進効率が落ちてしまう。このため反動相殺を目的として二重反転式を採用するものがある。
航空機などと異なり、一度きりの駆動で長くても数十分持てば良いため耐久性の問題が少ないこと、推進効率および方向安定性の向上は射程の延長および命中精度の向上に繋がり、兵器としての性能が向上することから、採用されやすい。

### 船舶
船舶、特に大型の商船では、二重反転プロペラの採用例は少ない。回転数こそ低いものの、軸出力が航空エンジンなどと比べて桁違いに大きく、しかも最大出力に近い巡航出力で長時間連続運転することが前提となるなど条件が厳しい上に、トラブルが経済損失に直結しており頑健性が重視されるため、複雑な機構の採用には消極的である。出光タンカーでは沖ノ嶋丸や日章丸（5代目）など石油タンカーに採用している。
大型船舶では、スクリュー後流をスクリューのボスキャップに付けたフィンで整流するもの (商船三井テクノトレードのPBCF (プロペラボスキャップフィンズ) など)やスクリュー前方の船体に取り付けたフィンで整流するもの (サノヤス造船のSTF (サノヤスタンデムフィン) など)のような可動部のない簡素な付加物で推進効率を改善することが好まれる。
新日本海フェリーのはまなす、あかしあにおいて、二重反転プロペラによる高出力のポッド型推進器が採用されている。

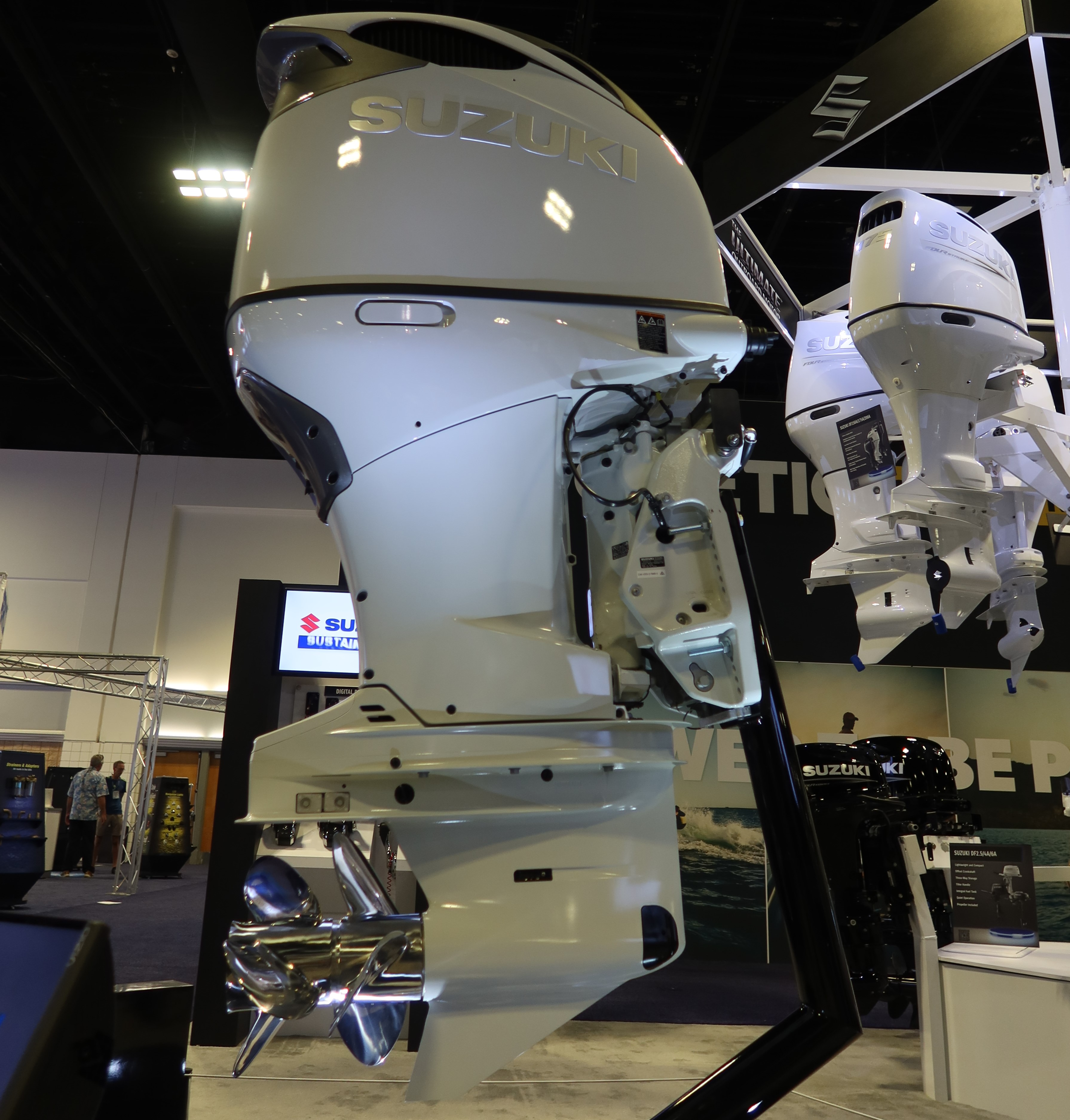
SUZUKI DF350 二重反転プロペラ標準装備

スズキ株式会社が日本国内で製造するV型６気筒350馬力船外機DF350には「スズキ・デュアルプロップシステム」として二重反転プロペラが採用されている。単一プロペラの横圧を取り除くことにより、直進安定性が向上し、エンジンパワーがより効率的に水に伝わることによりパワフルな後進と強い推進力、加速性能がアップするとされている。

## その他
珍しい使用例としては、リズム時計工業が卓上扇風機に二重反転ファンを採用した例がある。メーカーでは騒音、風量、省エネに優れていると解説している。スイッチ類が変更された物が無印良品にOEM供給されている。ノイズの低減を目的としてCPUクーラーやGPUクーラーの冷却ファンに採用した例がある。
他に、本田技研工業の小型耕耘機や小型除雪機などの採用例がある。